# Spencer Nunatak
Spencer Nunatak (in lingua inglese: Nunatak Spencer) è un prominente nunatak, picco roccioso isolato, situato 17 km a est-nordest del Monte LeSchack, tra il Wisconsin Range e le Long Hills, nella catena dei Monti Horlick, nei Monti Transantartici, in Antartide.
Il nunatak è stato mappato dall'United States Geological Survey (USGS) sulla base di rilevazioni e foto aeree scattate dalla U.S. Navy nel periodo 1959-60.
La denominazione è stata assegnata dall'Advisory Committee on Antarctic Names (US-ACAN), in onore di Donald J. Spencer, esperto di interferenze atmosferiche, che faceva parte del gruppo che ha trascorso l'inverno 1958 presso la Stazione Byrd.